# La casa del mar
La casa del mar é uma série de televisão argentina de 2015 escrita e dirigida por Juan Pablo Laplace. Foi produzida pela Cisne Films e Storylab para OnDirecTV. A série em  4 episódios é protagonizada por Darío Grandinetti e Juan Gil Navarro. Sua estreia ocorreu em 4 de maio de 2015.